# سرگئی شاپشال

سرگئی شاپشال

سرایا (سرگئی) مارکوویچ شاپشال  معروف به شاپشال خان (روسی: Серая́ (Серге́й) Маркович Шапшал زاده ۱۸۷۳ میلادی در باغچه‌سرای، شبه‌جزیره کریمه - درگذشته ۱۹۶۱ در ویلنیوس، لیتوانی) معلم روسی و آجودان  محمدعلی شاه قاجار بود که نفوذ بسیاری بر او داشت. گفته می‌شود او یکی از مشوقان محمدعلی شاه برای به توپ بستن مجلس بود.
نام و نقش او در این کار، پس از ذکر شدن نامش در کتاب و سپس سریال تلویزیونی دایی‌جان ناپلئون توسط ایرج پزشکزاد در افکار عمومی مطرح شد.